# Basketball-Bundesliga 1973-1974
La Basketball-Bundesliga 1973-1974 è stata l'8ª edizione del massimo campionato tedesco occidentale di pallacanestro maschile. La vittoria finale è stata ad appannaggio dello SSV Hagen.

## Risultati

### Stagione regolare

#### Gruppe Nord
|    | Squadra           | G  | V | N | P | PF   | PS   | Pt. | Qualificazione       |
| -- | ----------------- | -- | - | - | - | ---- | ---- | --- | -------------------- |
| 1. | SSV Hagen         | 14 |   |   |   | 1218 | 946  | 24  | girone finale        |
| 2. | TuS 04 Leverkusen | 14 |   |   |   | 1261 | 968  | 24  | girone finale        |
| 3. | MTV Wolfenbüttel  | 14 |   |   |   | 1189 | 999  | 22  | girone finale        |
| 4. | Amburgo TB        | 14 |   |   |   | 1158 | 1075 | 15  | girone finale        |
| 5. | VfL Osnabrück     | 14 |   |   |   | 1051 | 1234 | 9   | girone retrocessione |
| 6. | ASV Colonia       | 14 |   |   |   | 964  | 1102 | 8   | girone retrocessione |
| 7. | SSC Gottinga      | 14 |   |   |   | 1001 | 1217 | 8   | girone retrocessione |
| 8. | Berliner SV 1892  | 14 |   |   |   | 872  | 1173 | 2   | girone retrocessione |

#### Gruppe Süd
|    | Squadra          | G  | V | N | P | PF   | PS   | Pt. | Qualificazione       |
| -- | ---------------- | -- | - | - | - | ---- | ---- | --- | -------------------- |
| 1. | MTV 1846 Gießen  | 14 |   |   |   | 1287 | 863  | 26  | girone finale        |
| 2. | USC Heidelberg   | 14 |   |   |   | 1127 | 893  | 22  | girone finale        |
| 3. | 1. FC 01 Bamberg | 14 |   |   |   | 1109 | 1082 | 16  | girone finale        |
| 4. | USC Monaco       | 14 |   |   |   | 1163 | 1057 | 16  | girone finale        |
| 5. | ADB Coblenza     | 14 |   |   |   | 1092 | 1079 | 15  | girone retrocessione |
| 6. | USC Magonza      | 14 |   |   |   | 974  | 1135 | 8   | girone retrocessione |
| 7. | BG Böwe Augsburg | 14 |   |   |   | 952  | 1271 | 5   | girone retrocessione |
| 8. | Bayern Monaco    | 14 |   |   |   | 921  | 1245 | 4   | girone retrocessione |

### Gironi retrocessione

#### Gruppe Nord
|    | Squadra          | G  | V | N | P | PF   | PS   | Pt. | Qualificazione |
| -- | ---------------- | -- | - | - | - | ---- | ---- | --- | -------------- |
| 1. | SSC Gottinga     | 20 |   |   |   | 1470 | 1678 | 15  |                |
| 2. | VfL Osnabrück    | 20 |   |   |   | 1499 | 1680 | 15  |                |
| 3. | ASV Colonia      | 20 |   |   |   | 1419 | 1517 | 14  | retrocesse     |
| 4. | Berliner SV 1892 | 20 |   |   |   | 1309 | 1659 | 7   | retrocesse     |

#### Gruppe Süd
|    | Squadra          | G  | V | N | P | PF   | PS   | Pt. | Qualificazione |
| -- | ---------------- | -- | - | - | - | ---- | ---- | --- | -------------- |
| 1. | USC Magonza      | 20 |   |   |   | 1474 | 1579 | 20  |                |
| 2. | ADB Coblenza     | 20 |   |   |   | 1594 | 1574 | 19  |                |
| 3. | BG Böwe Augsburg | 20 |   |   |   | 1441 | 1812 | 9   | retrocesse     |
| 4. | Bayern Monaco    | 20 |   |   |   | 1437 | 1772 | 8   | retrocesse     |

### Gironi finali

#### Gruppe A
|    | Squadra           | G | V | N | P | PF  | PS  | Pt. | Qualificazione |
| -- | ----------------- | - | - | - | - | --- | --- | --- | -------------- |
| 1. | TuS 04 Leverkusen | 6 |   |   |   | 531 | 434 | 10  | playoffs       |
| 2. | MTV 1846 Gießen   | 6 |   |   |   | 558 | 449 | 6   | playoffs       |
| 3. | Amburgo TB        | 6 |   |   |   | 476 | 490 | 6   |                |
| 4. | 1. FC 01 Bamberg  | 6 |   |   |   | 442 | 634 | 2   |                |

#### Gruppe B
|    | Squadra          | G | V | N | P | PF  | PS  | Pt. | Qualificazione |
| -- | ---------------- | - | - | - | - | --- | --- | --- | -------------- |
| 1. | SSV Hagen        | 6 |   |   |   | 487 | 470 | 8   | playoffs       |
| 2. | USC Heidelberg   | 6 |   |   |   | 446 | 436 | 8   | playoffs       |
| 3. | MTV Wolfenbüttel | 6 |   |   |   | 472 | 466 | 6   |                |
| 4. | USC Monaco       | 6 |   |   |   | 497 | 530 | 2   |                |

## Playoff
|  | Semifinali | Semifinali       | Semifinali |            |           | Finale    | Finale | Finale |  |
|  |            |                  |            |            |           |           |        |        |  |
|  | B1         | SSV Hagen        | 1          |            |           |           |        |        |  |
|  | B1         | SSV Hagen        | 1          |            |           |           |        |        |  |
|  | A2         | MTV Gießen       | 1          |            |           |           |        |        |  |
|  | A2         | MTV Gießen       | 1          |            | SSV Hagen | SSV Hagen | 2      |        |  |
|  |            |                  |            |            | SSV Hagen | SSV Hagen | 2      |        |  |
|  |            |                  | Heidelberg | Heidelberg | 0         |           |        |        |  |
|  | A1         | Bayer Leverkusen | Heidelberg | Heidelberg | 0         | 0         |        |        |  |
|  | A1         | Bayer Leverkusen |            |            |           |           |        |        |  |
|  | B2         | Heidelberg       | 1          |            |           |           |        |        |  |

| Basketball-Bundesliga 1973-1974 |
| ------------------------------- |
| SSV Hagen 1º titolo             |

## Formazione vincitrice
| N° | Naz.                      | Ruolo | Sportivo            |  | Alt. |  |
| -- | ------------------------- | ----- | ------------------- |  | ---- |  |
|    | Germania Ovest (bandiera) |       | Martin Busemann     |  |      |  |
|    | Germania Ovest (bandiera) |       | Lothar Dahlbüdding  |  |      |  |
|    | Stati Uniti (bandiera)    |       | George Weston       |  |      |  |
|    | Germania Ovest (bandiera) |       | Armin Eickmann      |  |      |  |
|    | Germania Ovest (bandiera) |       | Peter Krüsmann      |  |      |  |
|    | Cecoslovacchia (bandiera) |       | Josef Martínek      |  |      |  |
|    | Germania Ovest (bandiera) |       | Günter Pollex       |  |      |  |
|    | Germania Ovest (bandiera) | G     | Jochen Pollex       |  | 196  |  |
|    | Germania Ovest (bandiera) |       | Dieter Schaumann    |  |      |  |
|    | Germania Ovest (bandiera) |       | Hans-Werner Schmunz |  |      |  |
|    | Stati Uniti (bandiera)    | P     | Jimmy Wilkins       |  |      |  |
|    | Germania Ovest (bandiera) | All.  | Jörg Trapp          |  |      |  |